# Igbal Abilov
Pour les articles homonymes, voir Abilov.
 (juillet 2024).
La mise en forme du texte ne suit pas les recommandations de Wikipédia : il faut le « wikifier ».
Les points d'amélioration suivants sont les cas les plus fréquents :
- Les titres sont pré-formatés par le logiciel. Ils ne sont ni en capitales, ni en gras.
- Le texte ne doit pas être écrit en capitales (les noms de famille non plus), ni en gras, ni en italique, ni en « petit »…
- Le gras n'est utilisé que pour surligner le titre de l'article dans l'introduction, une seule fois.
- L'italique est rarement utilisé : mots en langue étrangère, titres d'œuvres, noms de bateaux, etc.
- Les citations ne sont pas en italique mais en corps de texte normal. Elles sont entourées par des guillemets français : « et ».
- Les listes à puces sont à éviter, des paragraphes rédigés étant largement préférés. Les tableaux sont à réserver à la présentation de données structurées (résultats, etc.).
- Les appels de note de bas de page (petits chiffres en exposant, introduits par l'outil «  Source ») sont à placer entre la fin de phrase et le point final[comme ça].
- Les liens internes (vers d'autres articles de Wikipédia) sont à choisir avec parcimonie. Créez des liens vers des articles approfondissant le sujet. Les termes génériques sans rapport avec le sujet sont à éviter, ainsi que les répétitions de liens vers un même terme.
- Les liens externes sont à placer uniquement dans une section « Liens externes », à la fin de l'article. Ces liens sont à choisir avec parcimonie suivant les règles définies. Si un lien sert de source à l'article, son insertion dans le texte est à faire par les notes de bas de page.
- La présentation des références doit suivre les conventions bibliographiques. Il est recommandé d'utiliser les modèles {{Ouvrage}}, {{Chapitre}}, {{Article}}, {{Lien web}} et/ou {{Bibliographie}}. Le mode d'édition visuel peut mettre en forme automatiquement les références.
- Insérer une infobox (cadre d'informations à droite) n'est pas obligatoire pour parachever la mise en page.

Pour une aide détaillée, merci de consulter Aide:Wikification.
Si vous pensez que ces points ont été résolus, vous pouvez retirer ce bandeau et améliorer la mise en forme d'un autre article.
Igbal Abilov, né le 12 décembre 1989 dans le village de Bala Kulaton, district de Masalli, RSS d'Azerbaïdjan, est un chercheur scientifique, érudit Talysh, éducateur, rédacteur en chef du « Bulletin de l'Académie nationale Talysh » et chercheur à l'Académie nationale Talysh,,.

## Biographie
Igbal Abilov est né dans le village de Kulaton, RSS d'Azerbaïdjan en 1989. À l'âge de 8 ans, la famille a déménagé en Biélorussie où Igbal est allé en deuxième année. En 2007, il est diplômé de l'école et en 2012, de la Faculté des relations internationales de l'Université d'État de Biélorussie. Plus tard, poursuivant ses études, il a obtenu en 2013 un master et en 2016 un diplôme de troisième cycle de la même faculté.
Il est l'auteur de livres, de publications et d'essais, ainsi que participant à des conférences scientifiques dans le domaine de l'histoire et de l'ethnographie du Caucase du Sud, de la Turquie et de l'Iran.
En 2017-2021 - maître de conférences à la Faculté des relations internationales de l'Université d'État de Biélorussie.
En 2021-2023 - a enseigné à l'Institut biélorusse de droit.

## Académie nationale Talysh
En 2010, l'Académie nationale Talysh (TNA) a été enregistrée à Riga (Lettonie), qui depuis 2017 poursuit ses activités à Vilnius (Lituanie) sous le nom de « Talyšų Nacionalinė Akademija ».
Il est le rédacteur en chef du « Bulletin de l'Académie nationale de Talysh » - une revue scientifique internationale consacrée à l'étude scientifique du Talysh.
Des scientifiques et des chercheurs de Russie, d'Azerbaïdjan, de France, d'Iran, des Pays-Bas, de Chypre du Nord et d'Arménie ont publié dans les pages du Vestnik des articles sur l'histoire, l'ethnographie, la culture et la langue talych.
En 2011, la TNA a publié un livre contenant des essais historiques et ethnographiques de I. Abilov et I. Mirzalizade.
Du 4 au 8 juillet 2011, le IXe Congrès des ethnographes et anthropologues de Russie s'est tenu à Petrozavodsk. Le 6 juillet, lors du congrès, un employé de l'Académie nationale de Talysh, Igbal Abilov, a présenté un rapport intitulé "Le folklore comme source de reconstruction de la mémoire historique du peuple de Talysh". L'ouvrage a prêté attention à deux créatures mythiques connues dans l'art populaire oral du Talysh - « Siyo Chikho », commun en Talysh azerbaïdjanais, et « Siyakh Galeshu », commun, respectivement, en Talysh iranien. Le public s'est particulièrement intéressé à la situation des Talysh et aux problèmes liés à la préservation de leur langue et de leur patrimoine culturel. Les auditeurs se sont intéressés à la différence entre la situation des Talysh pendant la période soviétique et celle d'aujourd'hui.
Du 25 avril au 5 mai 2012, l'Académie nationale Talysh et le Musée d'anthropologie et d'ethnographie du nom. L'Académie des sciences Pierre le Grand (Kunstkamera) et le Musée ethnographique russe ont mené une expédition scientifique dans le sud de la Talysh (iranienne). Le chef de l'expédition était Abilov Igbal, employé de la TNA. Représentant de la TNA dans le sud de l'Iran, Armin Faridi est chercheur sur la tradition musicale talych, collectionneur de folklore et auteur de la collection « Musique talych », qui présente 100 chansons folkloriques de toute la talych. L'expédition est devenue la première tentative d'enquête sur les Talysh iraniens dans la science ethnographique de langue russe ; Le voyage visait principalement à connaître la région, ses caractéristiques tant culturelles, géographiques et sociales. Plusieurs entretiens ont été réalisés avec des habitants des villages talysh autour de la ville de Rasht ; visité la ville talych de Masule et le musée du patrimoine du village de Gilan, qui présente 20 exemples différents de l'architecture locale, ainsi que la zone rurale d'Alyand à Fuman ; visité le bazar de Rasht, ainsi que le musée de la ville, où, outre la vie de la population locale, sont également présentés des artefacts trouvés lors de fouilles archéologiques à Marlik, Tul-e Talysh, Amlash, Ag Evlar. Au cours de l'expédition, un large éventail de documents ont été collectés sur l'identité des Talysh, les relations avec les peuples environnants, l'agriculture (riziculture, élevage), le cycle du calendrier et le panthéon[6]. Sur la base des matériaux collectés sur le terrain, des rapports ont été rédigés et présentés lors des lectures de Lavrov (Asie centrale-Caucase) au cours de différentes années.

## Arrestation
Igbal Abilov est arrivé en Azerbaïdjan le 14 juin 2024 pour assister au mariage de son cousin et pour des vacances.
Le 22 juin, les agents de la Sûreté de l'État arrivés dans le village ont emmené Abilov au département du Service de sécurité de l'État du district de Masalli, où il a été interrogé pendant 6 heures.
Le 27 juin, alors qu'il tentait de prendre l'avion de Bakou à Bucarest (en route vers la Biélorussie), il n'a pas été autorisé à monter à bord de l'avion, son passeport et deux téléphones lui ont été confisqués. Le 22 juillet, Abilov a de nouveau été convoqué au département du Service de sécurité de l'État du district de Masalli sous prétexte de restituer son passeport et ses numéros de téléphone. Cependant, sans en informer ses proches, Abilov a été emmené à Bakou,.
Après avoir contacté le Médiateur, les parents ont été informés qu'Abilov était soupçonné en vertu des articles 274 (haute trahison), 281.3 (appels publics contre l'État, commis sur instruction d'organisations étrangères ou de leurs représentants) et 283.1 (incitation à la haine nationale, raciale, sociale). ou haine et inimitié religieuses) du Code pénal de l'Azerbaïdjan. L'accusation n'a fourni aucune preuve publique pour étayer ces allégations.
Selon les proches d'Abilov, il a été arrêté sur la base d'accusations forgées de toutes pièces, et la véritable raison de sa persécution réside dans ses recherches sur diverses minorités nationales, notamment les Talysh d'Azerbaïdjan. Le père d’Iqbal a déclaré que son fils vivait en Biélorussie depuis son enfance : « Mon fils n’était pas impliqué dans la politique, il menait des recherches scientifiques approfondies. « Ses recherches concernent non seulement Talysh, mais toute la vaste région, de la Chine à la Turquie.
Le 24 juillet 2024, par décision du tribunal (décision numéro 4(009)-388/2024) de Bakou, au cours de l'enquête, Iqbal a été placé en détention pendant quatre mois sans possibilité de voir ses proches.

## Regarder
Assimilation des Talyches